# Nisída Chamilí
Nisída Chamilí är en ö i Grekland.   Den ligger i prefekturen Nomós Lasithíou och regionen Kreta, i den sydöstra delen av landet, 400 km sydost om huvudstaden Aten.
Terrängen på Nisída Chamilí är varierad.